# Dunaszentpál
Dunaszentpál es un pueblo húngaro perteneciente al distrito de Győr en el condado de Győr-Moson-Sopron, con una población en 2013 de 723 habitantes.
Se conoce la existencia de la localidad desde 1391, cuando se menciona con el nombre de Zenth Pál como propiedad del conde Héderváry. El pueblo fue atacado por las tropas de Solimán el Magnífico en 1529 y más tarde sufrió otros ataques turcos hasta 1683, que causaron incendios y despoblación en la localidad, por lo que tuvo que se repoblado a partir de 1656 con colonos eslovacos. Toda la historia del pueblo ha estado condicionada por las tierras agrícolas del entorno del Danubio, que ha permitido el desarrollo agrícola pero que varias veces ha dañado la localidad con inundaciones. Actualmente casi todos los habitantes del pueblo son étnicamente magiares, la mayoría de ellos católicos.
Se ubica unos 10 km al noroeste de la capital condal Győr, a orillas del río Mosoni-Duna.